# Uee
Kim Yu-jin (née le 9 avril 1988), plus connue sous son nom de scène Uee (parfois écrit U-ie), est une chanteuse et actrice sud-coréenne. Elle fait partie du girl group After School depuis 2009, et a joué dans plusieurs dramas télévisés, notamment Queen Seondeok (2009), Ojakgyo Family (2011), Jeon Woo-chi (2012), Golden Rainbow (2013), High Society (2015) et Marriage Contract (2016).

## Biographie

### Jeunesse
Kim Yu-jin est née le 9 avril 1988 à Daegu en Corée du Sud. Son père, Kim Sung-kap, est un coach professionnel de baseball pour l'équipe sud-coréenne Nexen Heroes,. Elle a une sœur aînée, Kim Yu-na. Uee est allée à l'Incheon Physical Education High School. Lors qu'elle était au lycée, elle faisait de la natation et a participé au Korean National Sports Festival.

### Carrière
Uee voulait être une actrice et a passé beaucoup d'auditions, mais a débuté en tant que chanteuse. En 2007, Uee faisait partie du girl group Five Girls (en coréen : 오소녀) sous Good Entertainment, qui comprenait aussi Kim Yubin, Jun Hyoseong, Yang Jiwon et G.NA. Le groupe a été dans la téléréalité de MTV Diary of Five Girls, mais le groupe s'est séparé avant de débuter à cause des problèmes financiers de Good Entertainment.
En avril 2009, Uee a rejoint le girl group After School avec leur single Diva,. En juillet, elle a fait ses débuts en tant qu'actrice dans le drama historique de MBC Queen Seondeok, qui a bien été reçu et qui a remporté plusieurs prix. En août, Uee apparaît dans le vidéoclip "Love Class" (연애특강) de Mighty Mouth avec Hyuna de 4Minute, après avoir été choisie pour jouer Yoo He-yi dans le drama de SBS You're Beautiful. Plus tard dans le mois, elle a rejoint le projet de groupe 4Tomorrow, en sortant la chanson Dugeundugeun Tomorrow (en coréen : : 두근두근 Tomorrow) le 6 octobre 2009. Le groupe était composé de Uee, Han Seung-yeon, Hyuna et Ga-in. La même année, elle a rejoint la téléréalité We Got Married où elle formait un couple avec Park Jae-jung. Uee s'est classée huitième dans la liste de Forbes pour les idoles coréennes ayant travaillé le plus dur en 2009-2010.
Uee a eu des rôles principaux dans deux dramas télévisés en 2011. Dans Birdie Buddy, elle incarne Sung Mi-soo, une fille de la campagne qui fait de tout son possible pour devenir une golfeuse professionnelle. Le réalisateur du drama, Yun Sang-ho, a fait l'éloge du « jeu parfait » de Uee, déclarant : « Je crois que des acteurs issus de groupes d'idoles tels que Uee et Luna s'améliorent vite car ils ont le talent et la passion ». Dans Ojakgyo Family, elle joue Baek Ja-eun, une étudiante avec des histoires familiales compliquées. Uee et la co-star, Joo Won, ont tous les deux étudié à l'Université Sungkyunkwan et se connaissaient déjà,. Elle a récolté des éloges pour son jeu naturel dans Ojakgyo Family, et a reçu le prix de Meilleure nouvelle actrice aux Baeksang Arts Awards et aux KBS Drama Awards,. Uee a sorti son premier single solo, "Sok Sok Sok" (쏙쏙쏙), le 21 juin 2011. Elle a aussi co-présenté l'émission Night After Night.

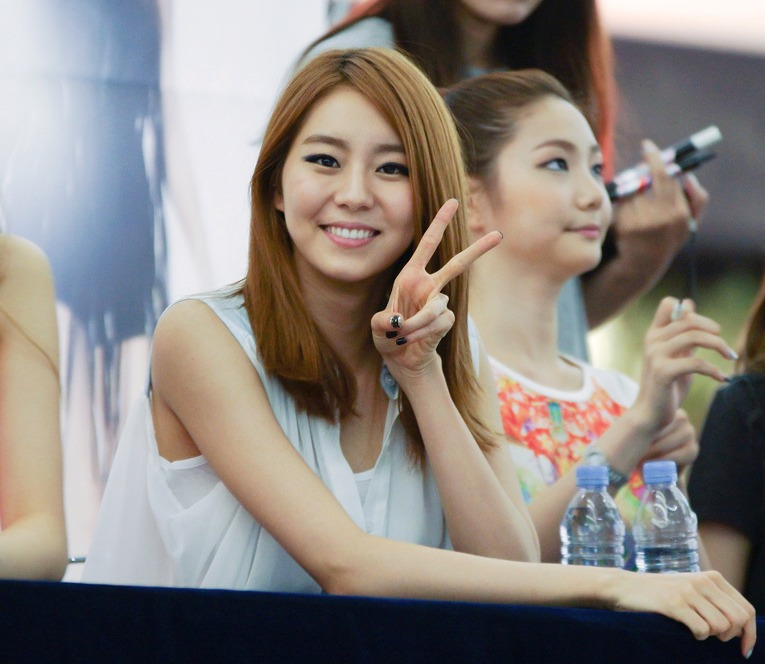
Uee lors d'un fan-meeting d'After School en 2012

En janvier 2012, Uee est devenue une présentatrice permanente de l'émission musicale de KBS, le Music Bank, aux côtés de Lee Jang-woo. Elle a continué à présenter l'émission jusqu'en avril 2013. De novembre 2012 à février 2013, elle a incarné la princesse Hong Mu-yeon dans Jeon Woo-chi, un drama historique prenant place lors de la période Joseon. Lorsqu'elle a été choisie pour le rôle, Uee a exprimé son désir d'être vue comme une actrice sérieuse, déclarant qu'"elle ne veut pas qu'on la voie comme une idole devenant actrice dans ce rôle et elle souhaiterait que l'on s'intéresse vraiment à sa performance". Durant le tournage, elle a reçu des éloges concernant sa capacité à se plonger dans le personnage et à donner une performance détaillée,.
Uee faisait partie du casting permanent de l'émission de SBS Barefooted Friends en 2013. Durant l'émission, elle a chanté la chanson Hero lors d'un concert spécial. La chanson a été produite par Duble Sidekick et on y entend Jungah d'After School. Uee a co-écrit les paroles, qui parlent de son père, et la chanson est sortie sur l'album bande-son de My Story, My Song le 19 août,. Elle a eu le rôle principal du drama Golden Rainbow, qui a été diffusé de novembre 2013 à mars 2014. Elle y jouait Kim Baek-won, et a reçu le Prix de l'Excellence aux MBC Drama Awards 2013 pour ce rôle.
Mi-2014, Uee a fait partie du survival show Law of the Jungle, apparaissant dans les épisodes dans l'Océan indien,. En avril 2014, elle a dit à Ilgan Sports qu'elle avait perdu un peu de sa passion pour le chant et la danse, et prévoyait de continuer sa carrière d'actrice après avoir eu son diplôme. Elle a joué Do Do-hee, une championne nationale de natation dans le drama Hogu's Love, qui a été diffusé en février et mars 2015. Elle a ensuite été choisie pour jouer dans le drama de SBS High Society, diffusé en juin et juillet. Son personnage, Jang Yoon-ha, cache son identité en tant qu'héritière d'un chaebol afin de trouver le grand amour,,. Dans une interview, Uee a  reconnu que certains spectateurs étaient déçus de sa performance, et n'a "jamais été autant critiquée pour un mauvais jeu".
En octobre 2015, Uee a rejoint l'émission Fists of Shaolin Temple, où les membres du casting recevaient un enseignement des arts martiaux. Le drama suivant de Uee, Marriage Contract, a commencé sa diffusion le 5 mars 2016 sur MBC. Son personnage, Kang Hye-soo, est une mère célibataire avec une maladie en phase terminale qui fait un contrat de mariage,. En novembre, Uee a joué dans le drama de MBC Night Light aux côtés de Jin Goo et de Lee Yo-won. Elle y joue une femme pauvre dont la vie change grâce à une opportunité.

## Vie privée
Le 2 mai 2016, l'agence d'Uee a confirmé qu'elle et l'acteur Lee Sang-yoon étaient en couple. Cependant en janvier 2017, il est confirmé qu'ils ne sont plus ensemble.
Le 14 juillet 2017, l'agence d'Uee confirme sa relation  avec le chanteur coréo-japonais Kangnam.

## Discographie

### Singles
| Titre                                                                                 | Année | Meilleure position | Album                                      |
| Titre                                                                                 | Année | COR                | Album                                      |
| ------------------------------------------------------------------------------------- | ----- | ------------------ | ------------------------------------------ |
| "Sok Sok Sok" (ft. JR de NU'EST)                                                      | 2011  | 64                 | Ne figure pas sur un album                 |
| "Hero" (ft. Kim Jungah)                                                               | 2013  | —                  | Barefooted Friends (en): My Story, My Song |
| "—" signifie que le morceau ne s'est pas classé ou n'est pas sorti dans cette région. |       |                    |                                            |

## Filmographie

### Dramas télévisés
| Année | Titre                     | Chaîne | Rôle                                   | Notes                      |
| ----- | ------------------------- | ------ | -------------------------------------- | -------------------------- |
| 2009  | Queen Seondeok            | MBC    | Mishil jeune                           | Second rôle                |
| 2009  | You're Beautiful          | SBS    | Yoo He-yi                              | Second rôle                |
| 2010  | My Girlfriend is a Gumiho | SBS    | Étudiante en arts                      | Caméo (épisode 5)          |
| 2011  | All My Love               | MBC    | Kim Yu-jin                             | Caméo (épisode 182 et 210) |
| 2011  | Birdie Buddy              | tvN    | Sung Mi-soo                            | Rôle principal             |
| 2011  | Ojakgyo Family            | KBS2   | Baek Ja-eun                            | Rôle principal             |
| 2012  | Jeon Woo-chi              | KBS    | Princesse Hong Mu-yeon                 | Rôle principal             |
| 2013  | Golden Rainbow            | MBC    | Kim Baek-won                           | Rôle principal             |
| 2015  | Hogu's Love               | tvN    | Do Do-hee                              | Rôle principal             |
| 2015  | High Society              | SBS    | Jang Yoon-ha                           | Rôle principal             |
| 2015  | She Was Pretty            | MBC    | Invitée pour The Most 20th Anniversary | Caméo (épisode 9)          |
| 2016  | Marriage Contract         | MBC    | Kang Hye-soo                           | Rôle principal             |
| 2016  | Night Light               | MBC    | Lee Se-jin                             | Rôle principal             |
| 2017  | Manhole                   | KBS2   | Kang Soo-Jin                           | Rôle principal             |
| 2018  | My Husband Oh Jak-Doo     | MBC    | Han Seung-Joo                          | Rôle principal             |
| 2018  | My Only One               | KBS2   | Kim Do-Ran                             | Rôle principal             |

### Émissions télévisées
| Année | Titre                   | Chaîne    | Rôle              | Notes                |
| ----- | ----------------------- | --------- | ----------------- | -------------------- |
| 2009  | We Got Married Season 2 | MBC       | Membre du casting |                      |
| 2010  | Night After Night       |           | Co-présentatrice  |                      |
| 2011  | Running Man             | SBS       | Invitée           | Épisode 34           |
| 2011  | Music Bank              | KBS       | Co-présentatrice  |                      |
| 2012  | Music Bank              | KBS       | Présentatrice     |                      |
| 2013  | Barefooted Friends      | SBS       | Membre du casting |                      |
| 2013  | Running Man             | SBS       | Invitée           | Épisode 137          |
| 2014  | Law of the Jungle       | SBS       | Membre du casting |                      |
| 2015  | Running Man             | SBS       | Invitée           | Épisode 249, 271-272 |
| 2015  | Seventeen project       | MBC Music | MC                | Épisode 6            |
| 2015  | Infinity Challenge      | MBC       | Invitée           |                      |
| 2015  | Fists of Shaolin Temple | SBS       | Membre du casting |                      |

## Récompenses et nominations
| Année | Cérémonie                | Catégorie                                                  | Travail nommé     | Résultat   |
| ----- | ------------------------ | ---------------------------------------------------------- | ----------------- | ---------- |
| 2009  | MBC Entertainment Awards | Meilleure arrivée – féminin (émission)                     | We Got Married    | Lauréat    |
| 2010  | 46e Baeksang Arts Awards | Actrice la plus populaire (TV)                             | You're Beautiful  | Nomination |
| 2011  | KBS Drama Awards         | Meilleure nouvelle actrice                                 | Ojakgyo Family    | Lauréat    |
| 2011  | KBS Drama Awards         | Prix de popularité                                         | Ojakgyo Family    | Nomination |
| 2011  | KBS Drama Awards         | Meilleur couple (avec Joo Won)                             | Ojakgyo Family    | Nomination |
| 2012  | 48e Baeksang Arts Awards | Meilleure nouvelle actrice (TV)                            | Ojakgyo Family    | Lauréat    |
| 2012  | 48e Baeksang Arts Awards | Actrice la plus populaire (TV)                             | Ojakgyo Family    | Nomination |
| 2012  | KBS Drama Awards         | Prix d'Excellence, Actrice dans un drama de mi-longueur    | Jeon Woo-chi      | Nomination |
| 2012  | KBS Drama Awards         | Prix de popularité                                         | Jeon Woo-chi      | Nomination |
| 2012  | KBS Drama Awards         | Meilleur couple (avec Cha Tae-hyun)                        | Jeon Woo-chi      | Nomination |
| 2013  | 49e Baeksang Arts Awards | Actrice la plus populaire (TV)                             | Jeon Woo-chi      | Nomination |
| 2013  | MBC Drama Awards         | Prix d'Excellence, Actrice dans un projet spécial de drama | Golden Rainbow    | Lauréat    |
| 2015  | 51e Baeksang Arts Awards | Actrice la plus populaire (TV)                             | Hogu's Love       | Nomination |
| 2015  | 8e Korea Drama Awards    | Prix d'Excellence                                          | High Society      | Nomination |
| 2015  | SBS Drama Awards         | Prix d'Excellence, Actrice dans une minisérie              | High Society      | Nomination |
| 2015  | SBS Drama Awards         | Meilleur couple (avec Sung Joon)                           | High Society      | Nomination |
| 2016  | 5e APAN Star Awards      | Prix d'Excellence, Actrice dans une minisérie              | Marriage Contract | Nomination |